# Ahmed López
López  Naranjo est un nom espagnol. Le premier nom de famille, en général paternel, est López ; le second, en général maternel, souvent omis, est Naranjo.
Pour les articles homonymes, voir López.
Ahmed López Naranjo, né le 11 novembre 1984 à La Lisa (municipalité de La Havane), est un coureur cycliste cubain. Spécialiste de la piste, il a été médaillé d'or aux Jeux panaméricains de 2003 et a participé aux Jeux olympiques de 2004 dans les épreuves du kilomètre et de la vitesse par équipes. En 2009, il profite des championnats panaméricains de Mexico pour s'enfuir, avec deux autres sportifs de la délégation cubaine, et s'établir aux États-Unis.

## Repères biographiques
| Image externe |                            |
|               | Ahmed López sur le podium. |

Âgé de dix-sept ans, Ahmed López apparaît, en 2002, en haut de la hiérarchie des disciplines de vitesse sur piste, dans la catégorie junior.
En août, il participe à la cinquième manche de la coupe du monde élite qui se déroule à Kunming. Le 10, il bat le record du monde du 200 mètres départ lancé, dans sa catégorie d'âge. Les 10 s 186 qu'il réalise ce jour-là, reste la meilleure marque mondiale durant neuf ans. Le lendemain, en réalisant 1 min 1 s 376, non seulement il remporte la manche du kilomètre, devant quelques spécialistes mondiaux élites, mais il place le nouveau record junior à un niveau tel que son temps ne sera battu que quatorze ans plus tard. Cette victoire en Chine, assorti d'une septième place lors de la manche de Moscou, lui permet de terminer  deuxième au classement général de la coupe du monde du kilomètre.
Entraîné par l'ancien champion du monde Frédéric Magné, au Centre mondial du cyclisme d'Aigle en Suisse, dont il est titulaire d'une bourse, López arrive aux championnats du monde juniors de Melbourne, dix jours plus tard, auréolé de ses performances chinoises. Bien que réussies en altitude, Kunming se situant à 1 890 m au-dessus de ma mer, celles-ci le placent en rival du favori local Mark French, tenant du titre de la vitesse individuelle. Pourtant, battu par ce dernier en demi-finale, il échoue face à François Pervis pour la médaille de bronze dans l'épreuve de vitesse et ne se classe que troisième dans l'épreuve du kilomètre. 
En début d'année 2003, il participe aux quatre manches de la coupe du monde. Bien qu'il ne puisse faire mieux qu'une quatrième place lors de la manche de Sydney, il finit deuxième du classement général de la coupe du monde du kilomètre. Il prend part, aussi, à quelques épreuves de vitesse individuelle et de vitesse par équipes. Mais seule une neuvième place, à Aguascalientes, dans la discipline collective est notable.
Le mois d'août le voit s'emparer de deux titres aux Jeux panaméricains de Saint-Domingue, en République dominicaine. Il s'impose dans la discipline de la vitesse par équipes, avec ses compatriotes Reinier Cartaya et Yosmani Pol. Puis il triomphe dans l'épreuve du kilomètre, repoussant son dauphin, l'Américain Christian Stahl (en), à plus de deux secondes, tout en établissant avec son temps de 1 min 4 s 423, un nouveau record des Jeux panaméricains.
Comme l'année précédente à Ballerup, Ahmed López réalise le même style de course lors de l'épreuve du kilomètre des championnats du monde. Après un début remarquable, deuxième après 500 m au Danemark et mieux encore deuxième après 714 m à Stuttgart, il faiblit pour terminer au-delà de la dixième place.
L'année suivante, il participe aux Jeux olympiques. Dans l'épreuve du kilomètre, troisième temps à mi-course, là encore, il fléchit dans la seconde partie pour terminer à la neuvième place. Tandis qu'avec ses compères Reinier Cartaya et Julio César Herrera, il finit dixième de l'épreuve de vitesse par équipes, échouant au stade des qualifications, pour un peu moins de six dixièmes.
Auparavant, il avait participé à la coupe du monde. Dans la spécialité du kilomètre, ses résultats accumulés lors des quatre manches (et notamment une deuxième place obtenue à Sydney) lui ont permis de finir deuxième du classement général de la coupe du monde. Il participe également à la vitesse par équipes avec ses coéquipiers. Avec comme meilleur résultat, une quatrième place obtenue à Sydney, ils finissent huitième de classement général de la coupe du monde de la spécialité. Tandis que ses performances en vitesse individuelle, aussi bien à la coupe du monde (vingt-troisième du classement général) qu'aux Mondiaux de Melbourne (dix-neuvième), sont anecdotiques. En Australie, il a, également, comme en 2003, représenté son pays dans l'épreuve de vitesse olympique, mais en achoppant les deux fois en qualifications.
Les années 2005 et 2006 voient la délégation cubaine de cyclisme sur piste peu sortir de chez elle. Absente des Mondiaux,  et de la plupart des manches de la coupe du monde, , Ahmed López dispute sa dernière, en décembre 2004, à Los Angeles. Sa participation à l'épreuve de vitesse individuelle se fait sans résultats probants.
Il est en revanche présent aux championnats panaméricains de 2005 à Mar del Plata. Même s'il finit à la cinquième place les compétitions de keirin et du kilomètre, Ahmed López s'adjuge le titre de la vitesse par équipes avec ses compatriotes Reinier Cartaya et Julio César Herrera. En juillet 2006, le coureur cubain participe aux Jeux d'Amérique centrale et des Caraïbes à Carthagène, en Colombie. Il s'octroie la médaille d'argent de la vitesse individuelle, seulement battu en finale par le concurrent local Jonathan Marín.
En 2007, Ahmed López réapparait en coupe du monde mais lors des trois manches qu'il dispute, il ne marque aucun point.
En revanche, il brille lors de manifestations régionales. En l'espace de trois semaines, au mois de mai, au Venezuela, le sprinteur cubain s'adjuge plusieurs médailles d'or. Tout d'abord lors des deuxièmes Jeux de l'ALBA (es) qui se déroulent sur le vélodrome El Baquiano de Tinaquillo. Il s'impose dans l'épreuve du kilomètre et de la vitesse olympique. Tandis qu'en vitesse individuelle, il s'incline en finale face à son compatriote Julio César Herrera. Puis aux championnats panaméricains de Valencia, il réitère ses performances. À ses deux titres continentaux, López ajoute la médaille de bronze dans l'épreuve du keirin. En juillet lors des Jeux panaméricains de Rio de Janeiro, la triplette qu'il constitue avec Herrera et Yosmani Pol se défait une nouvelle fois de ses rivaux continentaux pour s'adjuger l'or.
Non qualifié pour les Mondiaux de 2007, de 2008 et de 2009, ni pour les Jeux olympiques 2008, absent de la coupe du monde 2008-2009, il disparait de la scène mondiale. Il reste pourtant compétitif au niveau régional, puisqu'en avril 2009, lors des troisième Jeux de l'ALBA, qui se disputent dans son île natale, il obtient deux médailles d'argent, en vitesse par équipes et dans l'épreuve du kilomètre.
En juillet, il déserte l'équipe nationale cubaine en compétition au Mexique. Sélectionné pour représenter son pays lors des championnats panaméricains de Mexico, prétextant le besoin de s'entraîner, il prend un taxi, en compagnie de deux autres cyclistes, Yosmani Pol et Odaimis Álvarez, pour Monterrey, puis, le jour suivant, la frontière américaine. Il trouve, dans un premier temps, refuge à Tampa, en Floride. Rapidement, la fédération cubaine de cyclisme demande à l'UCI, conformément aux statuts qui la régissent, de retirer les licences aux fugitifs. Ainsi, la fédération américaine interdit de toute compétition officielle, les trois coureurs pour le reste de l'année 2009. Cependant grâce à l'appui d'exilés cubains, il reçoit un soutien logistique pour une valeur d'environ dix mille dollars, lui permettant de se maintenir en forme, s'entraînant sur la route aux environs de Miami et sur le vélodrome du parc "Brian Piccolo", à Cooper City. Il s'affilie au club local Team Coco's.  
Les licences étant annuelles, la décision cubaine devient caduque au 1er janvier de l'année suivante. Ahmed López en profite pour disputer les championnats de Floride, au mois de juin 2010. Dans l'épreuve de vitesse individuelle, il établit dans un premier temps un nouveau record de Floride du 200 m lancé, lors des qualifications puis s'adjuge le titre. À cette époque, il résidait à Hialeah.

## Palmarès

### Jeux olympiques
- Athènes 2004
  - 9e du kilomètre[14].
  - 10e de la vitesse par équipes[40] (avec Reinier Cartaya et Julio César Herrera)[41].

| - Ballerup 2002 - 13e du kilomètre. - Stuttgart 2003 - 11e du kilomètre. - 11e de la vitesse par équipes (éliminé au tour qualificatif). - Melbourne 2004 - 13e de la vitesse par équipes (éliminé au tour qualificatif). - 19e de la vitesse individuelle (éliminé au tour qualificatif). - Melbourne 2002 - Médaillé de bronze du kilomètre. - 4e de la vitesse individuelle. - Coupe du monde 2002 - 1er du kilomètre à Kunming. - 2e du classement général du kilomètre. - Coupe du monde 2003 - 2e du classement général du kilomètre. - Coupe du monde 2004 - 2e du kilomètre à Sydney. - 2e du classement général du kilomètre. | - Saint-Domingue 2003 - Médaillé d'or du kilomètre. - Médaillé d'or de la vitesse par équipes (avec Reinier Cartaya et Yosmani Pol). - Rio de Janeiro 2007 - Médaillé d'or de la vitesse par équipes (avec Julio César Herrera et Yosmani Pol). - Mar del Plata 2005 - Médaillé d'or de la vitesse par équipes (avec Julio César Herrera et Reinier Cartaya). - Cinquième du keirin. - Cinquième du kilomètre. - Valencia 2007 - Médaillé d'or du kilomètre. - Médaillé d'or de la vitesse par équipes (avec Julio César Herrera et Yosmani Pol). - Médaillé de bronze du keirin. - Carthagène des Indes 2006 - Médaillé d'argent de la vitesse individuelle. |